# Sarotherodon knauerae
Sarotherodon knauerae är en fiskart som beskrevs av Neumann, Stiassny och Ulrich K. Schliewen 2011. Sarotherodon knauerae ingår i släktet Sarotherodon och familjen Cichlidae. Inga underarter finns listade i Catalogue of Life.